# Terrorismo de ultraderecha durante la Transición española
El terrorismo de ultraderecha durante la Transición española estuvo constituido por una serie de grupúsculos y acciones de violencia política y terrorismo de extrema derecha neofascista y de Estado que se desarrollaron en España entre la muerte del dictador Franco (1975) y principios de los años 80. Operaron bajo diversos nombres como Batallón Vasco Español (BVE), Alianza Apostólica Anticomunista, Grupos Armados Españoles (GAE) o Guerrilleros de Cristo Rey, estando esencialmente dedicados a la violencia callejera contra personas de ideas contrarias. La tutela de los atentados la tenían agentes del servicio secreto SECED (Servicio Central de Documentación), con dinero y manos libres para actuar al margen de la ley. La actividad de estos grupos sería utilizada, al mismo tiempo, para ejercer presión sobre el gobierno francés ante la negativa del mismo, en aquellos años, a extraditar a activistas vascos.
A consecuencia de sus actos, dejaron 66 víctimas mortales desde militantes de ETA hasta abogados laboralistas de izquierdas (la "matanza de Atocha") o sindicalistas de la CNT (Caso Scala), pasando por los simpatizantes del Partido Carlista asesinados en 1976 durante los denominados sucesos de Montejurra, y ciudadanos que no tenían ninguna relación con la política. Estaban constituidos por elementos civiles, policías y militares, todos ellos afectos al régimen anterior. Los grupos tuvieron vínculos más o menos estrechos con organizaciones terroristas neofascistas europeas y americanas y también con grupos derechistas legales como Fuerza Nueva. Su objetivo era eliminar a quienes consideraban "enemigos de la Patria" y contribuir a la desestabilización de la naciente democracia. Conforme ésta fue consolidándose, y tras el fallido golpe de Estado del 23-F, fueron debilitándose. En 1982 se pueden considerar desaparecidos.
Es posible que algunos de los antiguos militantes del terrorismo de Estado fueran utilizados para constituir los primeros Grupos Antiterroristas de Liberación (GAL).

## Historia
En paralelo con la declaración del estado de excepción en Vizcaya y Guipúzcoa en abril de 1975, comenzaron a producirse los primeros ataques por parte de grupos desconocidos contra bienes y personas relacionadas con ETA y sus redes de apoyo, principalmente en el País Vasco Francés, pero también en territorio español. Se suele considerar el atentado con bomba contra la Librería Mugalde de Hendaya del 7 de abril de 1975 como la primera acción armada del denominado terrorismo tardofranquista. El 12 de julio de 1975 estos grupos se presentaron públicamente con su primer nombre: ATE (Antiterrorismo ETA) al reivindicar ante la prensa las acciones realizadas en los meses anteriores. Por aquel entonces estos grupos no cometían todavía atentados mortales, pero darían un salto cualitativo en los años siguientes. 
En su primera carta a los medios de comunicación ATE negaba estar vinculado a la policía o a grupos de extrema derecha y se autodenominaba compuesto por patriotas españoles que pretendían acabar con la impunidad de ETA en suelo francés. A pesar de esas afirmaciones desde la izquierda abertzale se acusó siempre a estos grupos de estar asociados con las fuerzas de seguridad. En ese sentido, un informe de la Oficina de Víctimas del Terrorismo del Gobierno vasco de 2010 decía del Batallón Vasco Español, la Triple A y los Grupos Armados Españoles, así como los posteriores GAL, que eran grupos bien organizados de extrema derecha «que actuaban con un importante nivel de tolerancia, cuando no de complicidad con importantes sectores de los aparatos policiales de la época», aunque reconoce que «la escasa y deficiente investigación policial de una parte muy importante de estas acciones violentas impide el esclarecimiento de un dato de especial relevancia, cual es el grado de complicidad, colaboración o inhibición que pudo existir por parte de determinadas instancias policiales con dichos actos criminales». El informe añade a continuación que «los antes citados sectores políticos de extrema derecha y elementos vinculados a los aparatos de unas fuerzas de seguridad del Estado aún pendientes de democratizar y con una incuestionable motivación política sembraron el terror en determinados sectores sociopolíticos vascos, normalmente vinculados a la izquierda, y sobre todo al nacionalismo vasco, mediante actuaciones violentas que provocaron importantes daños materiales y personales, llegando al asesinato». Por último, el informe advierte que de los 74 actos terroristas atribuidos a estos grupos —que causaron 66 víctimas mortales— sólo en 33 se abrieron diligencias judiciales, de los que sólo 17 acabaron con una sentencia firme.

## Atentados mortales atribuidos al terrorismo durante la Transición

### 1975
- 5 de octubre: el empresario Ignacio Echave Orobengoa (Iñaki Etxabe), propietario del hostal Echabe-Enea en el Alto de Campázar (Elorrio) es asesinado en su hostal por unos desconocidos que le ametrallan. Iñaki Etxabe era hermano del exdirigente de ETA-militar Juan José Etxabe y su negocio había sufrido ya dos atentados en los meses anteriores durante oleadas de ataques de incontrolados contra objetivos abertzales.[5] Nadie se atribuyó la autoría del atentado, si bien se ha achacado normalmente al Terrorismo Tardofranquista, aunque no fue nunca reivindicado. Está reconocido como víctima del terrorismo de extrema derecha por COVITE (Colectivo de Víctimas del Terrorismo del País Vasco).

- 12 de octubre: asesinado en Villarreal de Álava de un tiro en la nuca el taxista Germán Aguirre Irasuegui natural de Vergara (Guipúzcoa) y que trabajaba en Mondragón.[6] Su asesinato quedó sin reivindicación de ningún tipo en su momento y dado que no existía ningún móvil aparente para justificarlo durante mucho tiempo se ha especulado sobre la autoría del atentado. La AVT y COVITE lo atribuyen a ETA basándose en documentación interna en manos de dirigentes de esta organización. El gobierno vasco, sin embargo, lo atribuye al terrorismo de ultraderecha en su Informe sobre víctimas de Vulneraciones de Derechos Humanos derivados de Violencia de Motivación Política.

### 1976

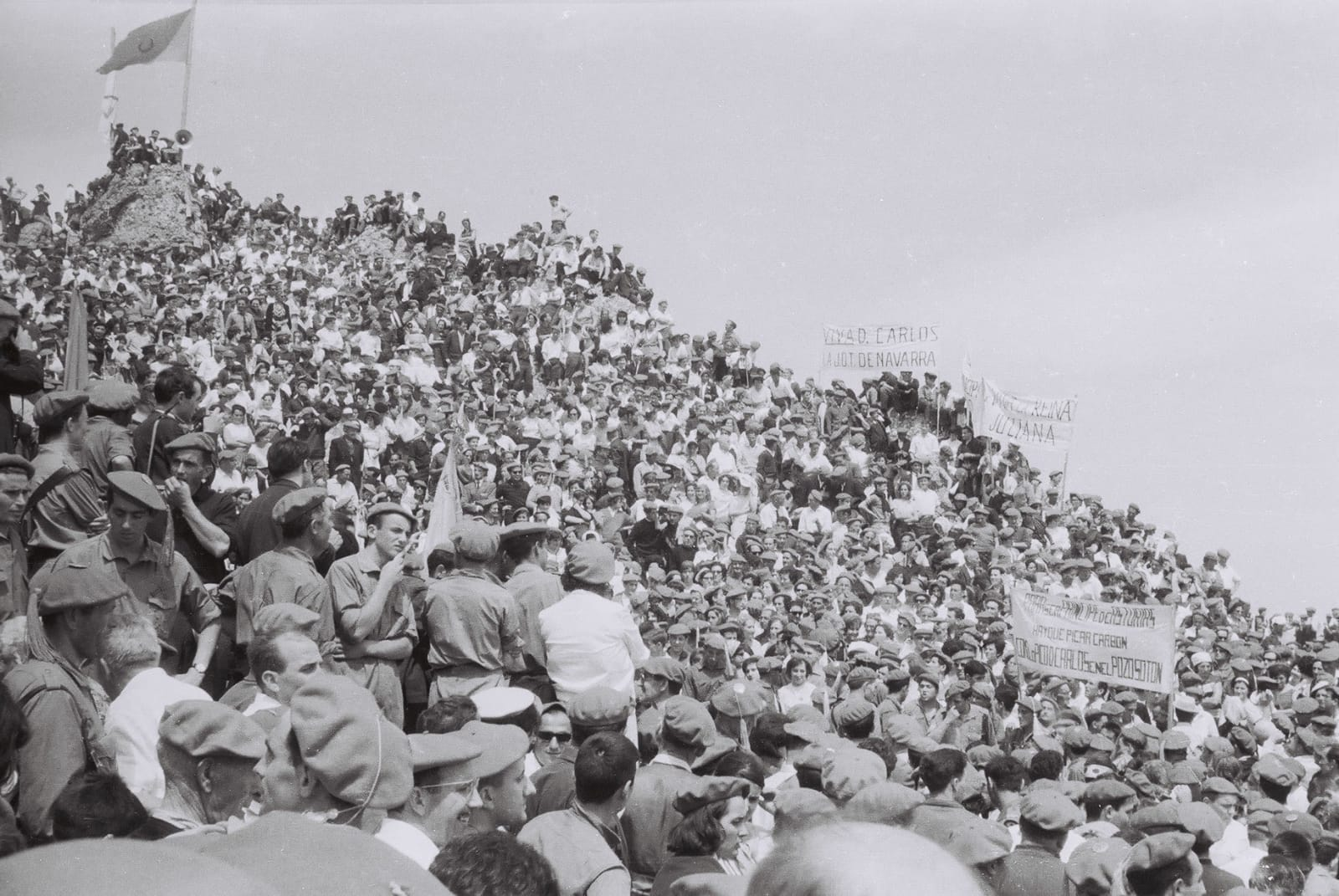
Carlistas en Montejurra

- Carlistas en Montejurra9 de mayo: Sucesos de Montejurra. Dos simpatizantes carlistas de izquierdas (el navarro Ricardo García Pellejero y el cántabro Aniano Giménez Santos), seguidores del pretendiente Carlos Hugo mueren asesinados por disparos durante la celebración de la tradicional romería carlista de Montejurra. Nadie reivindica la acción, pero se detiene a neofascistas (Stefano delle Chiaie, Rodolfo Almirón y Jean Pierre Cherid y Pier Luigi Concutelli) y Guerrilleros de Cristo Rey que habían acudido a la cita a boicotear la presencia de los carlistas de izquierdas. Ricardo falleció el mismo día de los sucesos, mientras que Aniano murió unos días más tarde, el 13 de mayo a causa de las heridas recibidas.

- 9 de julio: asesinada en Santurce (Vizcaya) María Norma Menchaca Gonzalo. "Normi" Menchaca se encontraba celebrando el festivo "Día de la Sardina"; cuando un grupo de ultraderechistas Guerrilleros de Cristo Rey disfrazados de pescadores y armados con pistolas, dispersó violentamente una manifestación en favor de la amnistía que recorría las calles de Santurce. Una bala perdida disparada por el grupo de agresores impactó en Normi que se encontraba en el lugar ajena a la manifestación, acabando con su vida. Otras dos personas sufrieron heridas de gravedad durante el ataque de los ultraderechistas. El caso por la muerte de Normi Menchaca fue sobreseído al poco tiempo por el desinterés de las autoridades, que hicieron más bien poco por buscar a los responsables del homicidio. 25 años después de los hechos, Normi fue reconocida como víctima del terrorismo por la Audiencia Nacional.[7]

- 26 de septiembre: durante una manifestación en Madrid, un grupo de Guerrilleros de Cristo Rey mata de disparos por la espalda al estudiante de 21 años Carlos González Martínez.

### 1977
- 23 de enero: asesinato del estudiante andaluz de 19 años Arturo Ruiz García en Madrid. Arturo Ruiz participaba en una manifestación no autorizada a favor de la Amnistía en la Plaza de España. La policía dispersó a los manifestantes por las calles adyacentes tras enfrentamientos entre estos y las fuerzas de seguridad. El joven se encontraba en la calle de la Estrella cerca de la Gran Vía cuando un grupo de ultraderechistas armados con pistolas irrumpió en la manifestación, disparando uno de ellos a Arturo Ruiz y causándole la muerte.[8] Entre los pistoleros implicados se encontraban Jorge Cesarsky y José Ignacio Fernández Guaza,[9] atribuyéndose a este último la responsabilidad del asesinato.[10] Estos estarían vinculados a la Triple A.

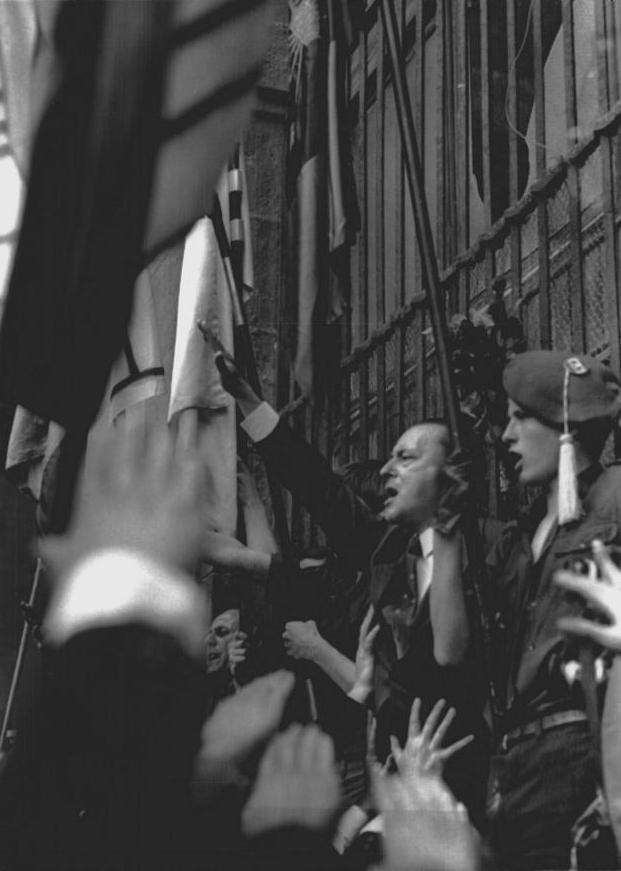
A la derecha,Carlos García Juliá, asesino de la Matanza de Atocha, junto a Blas Piñar.

- 24 de enero: Matanza de Atocha en Madrid. Tres abogados laboralistas Enrique Valdevira Ibáñez, Luis Javier Benavides Orgaz y Francisco Javier Sauquillo Pérez del Arco; un administrativo Ángel Rodríguez Leal y un estudiante de derecho Serafín Holgado de Antonio son asesinados en un despacho de abogados laboralistas situado en el número 55 de la madrileña calle de Atocha. El despacho estaba vinculado al sindicato Comisiones Obreras y al Partido Comunista de España. Otras cuatro personas presentes en el lugar resultaron heridas de gravedad. Las 9 personas fueron abordadas por dos pistoleros vinculados a la extrema derecha y a Fuerza Nueva que estaban buscando a un dirigente comunista. A la derecha,Carlos García Juliá, asesino de la Matanza de Atocha,  junto a Blas Piñar.Tras registrar infructuosamente el despacho, decidieron ejecutar a las nueve personas que allí encontraron a los que dispararon a matar tras reunirlos. El caso fue resuelto judicialmente ya que los tribunales condenaron en 1980 a Francisco Albadalejo (secretario del Sindicato Vertical del Transporte Privado de Madrid y vinculado a FE de las JONS) como inductor de los hechos y a José Fernández Cerrá, Carlos García Juliá y Leocadio Jiménez Caravaca como autores materiales. Estos componían un grupo de extrema derecha. Las 5 víctimas de la Matanza de Atocha están reconocidas como víctimas del terrorismo de extrema derecha.

- 20 de septiembre: estalla en la redacción de la revista "El Papus" en Barcelona, una bomba atribuida a la Triple A. Muere, el conserje Juan Peñalver Sandoval, y resultan heridas 17 personas más.

- 7 de octubre: asesinato del taxista David Salvador Bernardo (Jonio) en Andoáin (Guipúzcoa). El asesinato de Salvador fue reivindicado por la Triple A, que acusó al taxista de colaborador y confidente de ETA.[11] Está reconocido como víctima de la "Triple A" por COVITE (Colectivo de Víctimas del Terrorismo del País Vasco)

### 1978
- 24 de mayo: golpeado y posteriormente asesinado de varios balazos en Oyarzun (Guipúzcoa) el taxista irunés José Martín Merquelanz Sarriegui. Sin aparente móvil, su asesinato fue en un primer momento atribuido a ETA por el modus operandi, pero esta organización negó su autoría.[12] Posteriormente el atentado fue reivindicado por un comunicante anónimo que en nombre del Batallón Vasco Español acusó al taxista de haber ayudado a huir a un etarra.[13] Desde algunos colectivos no se da verosimilitud a esta autoría y se sostiene la tesis de que fue realmente asesinado por ETA que le habría confundido con un compañero suyo que estaba amenazado por confidente. Las organizaciones de víctimas del terrorismo (AVT y COVITE) le consideran víctima de ETA, pero a la vez está incluido en el listado del Informe sobre víctimas de Vulneraciones de Derechos Humanos derivados de Violencia de Motivación Política realizado por el Gobierno Vasco.

- 2 de julio: asesinada en San Juan de Luz (Francia) Rosario Arregui Letamendi (Agurtzane Arregi Letamendia), esposa del exdirigente de ETA-militar Juan José Etxabe. El matrimonio fue ametrallado cuando iban en coche, muriendo ella en el acto y quedando él gravemente herido. Los negocios y familiares de Etxabe ya habían sufrido numerosos atentados, siendo su hermano asesinado 3 años antes. El atentado fue reivindicado por la Triple A en represalia por los últimos acontecimientos en Euskadi.[14]

- 30 de octubre: atentado contra el periódico El País, en aquella época de centro-izquierda. Tres empleados del diario resultaron heridos, dos de ellos gravísimamente, al estallar un paquete postal dirigido a uno de los redactores del periódico, en el momento que procedían a abrirlo. El conserje Andrés Fraguas murió a los dos días.[15]

- 21 de diciembre: asesinato mediante un coche-bomba de José Miguel Beñarán Ordeñana, "Argala", fundador y dirigente de ETA-militar, en Anglet (Francia). El atentado no fue reivindicado por ningún grupo u organización. Se ha solido culpar del asesinato al mercenario Carlos Gastón, que habría participado en acciones del BVE y de los GAL. En 2003 un oficial retirado del ejército español declaró al periódico El Mundo que el asesinato de Argala había sido planeado y llevado a cabo por un grupo de marinos de la Armada española para vengar la muerte del almirante Carrero Blanco, en cuyo asesinato había participado Argala años antes.[16]

### 1979
- 6 de mayo: secuestro y asesinato de José Ramón Ansa Echevarria, joven de 17 años natural de Andoáin (Guipúzcoa). Fue secuestrado de madrugada mientras regresaba a pie a casa tras haber estado con sus amigos en las fiestas patronales. Apareció muerto por un balazo en la frente en una cuneta de la carretera entre Andoáin y Urnieta. Su asesinato fue reivindicado por la Triple A que le acusó de ser integrante de ETA, acusación que fue negada por su familia. Años más tarde fueron condenados por su asesinato Ignacio Iturbide[17] y Ladislao Zabala, dos ultras que formaban un comando del Batallón Vasco Español que se dedicaba a atentar contra supuestos simpatizantes abertzales en la comarca de San Sebastián.[18]

- 12 de mayo: Francisco Javier Larrañaga Juaristi, refugiado político y presunto miembro de ETA. Murió en un hospital de Bayona (Francia) un día después de quedar en coma con un disparo en la frente tras un confuso incidente que se produjo en el edificio de las Escuelas Profesionales de Hendaya. Al parecer Larrañaga se escondió de un control policial en dicho centro donde fue sorprendido por el vigilante nocturno. Un disparo pretendidamente intimidatorio del guarda acabó accidentalmente con la vida del presunto etarra.[19][20] El Informe sobre víctimas de Vulneraciones de Derechos Humanos derivados de Violencia de Motivación Política realizado por el Gobierno Vasco no incluye a Larrañaga en su listado, pero en cambio sí que figura en la lista de COVITE como víctima del Batallón Vasco Español.

- 25 de junio: asesinato en Bayona (Francia) de Enrique Gómez Álvarez, "Korta" natural de León y refugiado político vasco en Francia. Gómez Álvarez fue ametrallado desde un coche.[21] Su asesinato es atribuido al BVE. Días después de su muerte fuentes oficiosas francesas informaron de que Gómez Álvarez era uno de los principales instructores de los comandos legales de ETA-militar.[22]

- 28 de junio: es asesinado por varios disparos mientras comía en un restaurante oriental en París (Francia) Francisco Javier Martín Eizaguirre (Erandio (Vizcaya), 1937). Martín, delineante de profesión era uno de los fundadores de la Organización Marxista Leninista Española (OMLE), organización de la que nació el partido comunista revolucionario español PCE (r), vinculado al grupo terrorista GRAPO y de la que se consideraba a Martín Eizaguirre uno de sus principales dirigentes.[23] Su asesinato es atribuido al Batallón Vasco Español.

- 29 de junio: es asesinado en su casa de la localidad de Choisy-le-Roi (extrarradio de París) Aurelio Fernández Cario (Fuentes de Andalucía, 28 años), exiliado andaluz, simpatizante del PCE (r), amigo de Martín Eizaguirre y vinculado por los medios de comunicación como este al GRAPO. Supuestamente asesinado por el mismo comando que un día antes matara a Martín Eizaguirre.

- 3 de agosto: muere en un hospital de Bayona (Francia) Juan José Lopategui Carrasco, "Pantu", militante de ETA-m ametrallado la víspera en la playa de Anglet junto con Txomin Iturbe y Sasiain Etxabe, que resultaron heridos.[24] Atentado reivindicado por el BVE.

- El 13 de septiembre, un grupo de adolescentes ultras (pertenecientes a la rama juvenil de Fuerza Nueva), armados con bates de béisbol, mata al joven José Luis Alcazo que paseaba por el madrileño parque del Retiro por llevar el pelo largo y vestir vaqueros.[25]

- 20 de septiembre: asesinado en París por disparos de desconocidos el intelectual y militante de extrema izquierda francés Pierre Goldman. El atentado fue reivindicado por una desconocida organización de extrema derecha Honneur de la Police. Nunca fueron detenidos los responsables del asesinato. De las varias hipótesis existentes sobre su asesinato, la más sólida actualmente habla de una conexión española. Goldman, era un simpatizante declarado de la causa vasca y estaba involucrado en el momento de su asesinato en asuntos de tráfico de armas para ETA. Habría sido asesinado en un complot en el que estarían involucrados los servicios secretos españoles y franceses.[26]

- 28 de septiembre: es asesinado en Astigarraga (Guipúzcoa) Tomás Alba Irazusta, concejal independiente de Herri Batasuna en el ayuntamiento de San Sebastián. El atentado fue reivindicado tanto por ETA-m (aprovechando que el concejal estaba enfrentado públicamente en aquel momento con la coalición abertzale, la reivindicación resultó falsa), como por el Batallón Vasco-Español. Años más tarde serían condenados los integrantes del Comando Iturbide (formado por Ignacio Iturbide y Ladislao Zabala, dos ultras que se dedicaban a atentar contra supuestos simpatizantes abertzales en la comarca de San Sebastián) del BVE por este asesinato.[17]

- 5 de octubre: muere tras tres semanas en estado muy grave en el hospital San León de Bayona (Francia) Justo Elizarán Sarasola, "Periko", que había sido ametrallado en Biarritz el 13 de septiembre cuando se dirigía a su automóvil. El atentado contra Elizarán fue reivindicado por dos organizaciones de extrema derecha Acción Nacional Española (ANE) y por los Grupos Armados Españoles (GAE).[27] Elizarán era refugiado político en Francia desde 1973 cuando se había visto obligado a huir de España por su pertenencia a ETA-m. Por este crimen fueron detenidos y condenados varios conocidos miembros de la extrema derecha francesa vinculados al Batallón Vasco Español, entre ellos Maxime Szonek, Marc Obadia y Jacques Debesa.

### 1980
- 9 de enero: la joven de 19 años Ana Teresa Barrueta Álvarez fue violada, salvajemente torturada y asesinada a escasos 200 metros de su casa en un caserío de Lujua (Vizcaya).[28] El caso causó una gran conmoción social y produjo manifestaciones de repulsa en Bilbao.[29] Lo que en principio parecía tratarse de un caso de violencia de género se fue politizando. Se creó una comisión ciudadana para investigar el caso. Uno de sus miembros, la abogada feminista Ana Ereño; que había publicado unos días después del asesinato un artículo sobre el caso, sufrió un allanamiento de morada en su domicilio del Casco Viejo de Bilbao. Su piso fue registrado y apareció una pintada amenazante "Marxista. Cerda. Te vamos a violar", firmado por las siglas de Fuerza Nueva.[30] La violación y asesinato de Barrueta quedaron sin esclarecer, aunque la sospecha de un posible móvil o justificación política del mismo persisten en la actualidad, debido al perfil de la víctima (trabajaba cuidando niños y enseñándoles euskera), el allanamiento que sufrió posteriormente Ereño y el caso de María José Bravo, unos meses más tarde que sí tuvo reivindicación política.[31] Actualmente el nombre de Ana Tere Barrueta aparece en el listado del Informe sobre víctimas de Vulneraciones de Derechos Humanos derivados de Violencia de Motivación Política realizado por el Gobierno Vasco.

- 15 de enero: asesinato en Lezo (Guipúzcoa) de Carlos Saldise Corta, miembro de Gestoras Pro Amnistía. Asesinado en el portal de su casa de dos disparos. Atribuido al GAE.

- 20 de enero: asesinadas cuatro personas (Liborio Arana Gómez, Pacífico Fika Zuloaga, María Paz Armiño y Manuel Santacoloma Velasco) y diez más heridas -dos de carácter muy grave- al hacer explosión una bomba en la puerta del bar Aldama, de Alonsotegui, entonces un barrio de Baracaldo (Vizcaya). Reivindicado por el GAE.[32] El artefacto compuesto por seis kilos de Goma-2 estalló a la una de la madrugada. El bar estaba regentado por un matrimonio, ambos militantes del PNV. Según el hijo de una de las víctimas, ertzaina, «aquella bomba, con un dispositivo de relojería, se colocó con una intención muy perversa. Sus autores sabían que iba a haber una matanza porque la colocaron un domingo de madrugada, cuando el bar solía estar lleno. Era un bar al que acudía mucha gente del pueblo, muchos de ellos nacionalistas. Los autores fueron grupos parapoliciales». Al día siguiente los Grupos Armados Españoles (GAE) reivindicaron el atentado: «Por cada miembro de las FOP o Guardia Civil caerán cuatro componentes de la izquierda abertzale». El policía encargado de la investigación fue José Amedo, que años más tarde sería condenado por pertenecer al GAL. No hubo ningún detenido (y ninguno de los testigos fue llamado a declarar) y el caso fue sobreseído en mayo de 1981.[3]

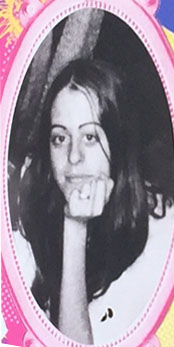
Yolanda González.

- Yolanda González.1 de febrero: asesinato en las afueras de Madrid de Yolanda González Martín (Bilbao, 18 años). González Martín era estudiante de electrónica en la escuela profesional de Vallecas (Madrid). Militaba en el Partido Socialista de los Trabajadores y era miembro de la Coordinadora de Estudiantes de enseñanza media y profesional, que por las fechas del asesinato de Yolanda patrocinaba paros estudiantiles contra la Ley Seara. La joven fue secuestrada al llegar a su piso de Madrid, que fue registrado, llevada a un descampado cerca de San Martín de Valdeiglesias y asesinada allí de 2 tiros en la cabeza. El asesinato fue reivindicado por el Batallón Vasco Español, que la acusó de ser miembro de un comando de información de ETA, hecho este que era falso, ya que la joven, aunque era vasca e izquierdista, no era militante de ninguna organización abertzale ni nacionalista. Por este asesinato fueron detenidos y acusados dos militantes de Fuerza Nueva.[33] Los autores materiales del crimen; Emilio Hellín Moro e Ignacio Abad, fueron condenados a 30 años y 8 meses de cárcel respectivamente. Formaban junto con otros condenados una banda armada llamada "Grupo 41", que actuaba al margen de la disciplina de Fuerza Nueva. Aunque Hellín escapó a Paraguay en un permiso carcelario, fue posteriormente detenido y extraditado, volviendo a la cárcel.[34]

- 2 de febrero: asesinato en Éibar (Guipúzcoa) de Jesús Mª Zubikaray Badiola, militante de Euskadiko Ezkerra. Fue secuestrado en su localidad natal de Ondarroa. Atribuido al BVE.

- 19 de abril: asesinato en Hernani (Guipúzcoa) de Felipe Sagarna Ormazábal "Zapa", zapatero de profesión y músico aficionado. Era conocido simpatizante de Herri Batasuna, pero no tenía ningún tipo de responsabilidad política. El asesinato fue reivindicado por el Batallón Vasco-Español.[35] Años más tarde, Ignacio Iturbide y Ladislao Zabala del BVE fueron condenados por este asesinato.

- 1 de mayo: asesinato en Madrid de Arturo Pajuelo Rubio.[36] Dirigente de las Asociaciones de Vecinos (AAVV) de Orcasitas y de la Coordinadora de Barrios en Remodelación, tiene una placa a modo de calle en la Federación Regional de AAVV de Madrid. Su asesinato fue cometido por el grupo primera línea de F.N.

- 6 de mayo: asesinato en el Bar San Bao de Ciudad Lineal (Madrid) de Juan Carlos García Pérez, cometido por los mismos que asesinaron a Arturo Pajuelo Rubio. En julio de 1983 fueron juzgados y condenados a penas mínimas; los asesinos están huidos.

- 8 de mayo: asesinato en San Sebastián de María José Bravo del Barrio (San Sebastián, 16 años). La joven fue asaltada cuando se encontraba con su novio. A él le dieron una paliza dejándole con graves heridas. Ella fue violada y posteriormente asesinada. La acción fue reivindicada por el Batallón Vasco-Español. Sin aparente móvil, el asesinato nunca se llegó a esclarecer.[3][31] El cuerpo sin vida de María José Bravo apareció al día siguiente a unos doscientos metros donde había sido encontrado su novio en la tarde del día anterior (murió años más tarde ya que no se recuperó de unas lesiones tan graves en la cabeza, producidas por los golpes de un bate de béisbol). Según el Informe del Gobierno vasco el caso no fue investigado ni hubo ninguna actuación judicial. Al parecer fueron confundidos con otras personas por los asesinos. Los familiares de María José presentaron la solicitud para que fuera reconocida como víctima de terrorismo pero fue denegada.[3] COVITE sí la incluye en su listado de víctimas del terrorismo.

- 11 de junio: asesinato de José Miguel Etxeberría en Ziburu. Atribuido al Batallón Vasco Español.[3]

- 23 de julio: una bomba con 2kg de goma dos estalla en Bilbao en el barrio de Amézola. En la explosión mueren en el acto 2 hermanos de etnia gitana que estaban recogiendo cartones; María Contreras Gabarra, de 17 años y en avanzado estado de gestación y su hermano Antonio Contreras Gabarra de 12 años; así como resultó gravemente herido un empleado de limpieza municipal, que acabaría muriendo horas más tarde Anastasio Leal Terradillos (Cabezuela del Valle, 59 años). Tras el atentado se especuló sobre si el objetivo del atentado, era una guardería cercana propiedad de un concejal de Herri Batasuna a pocos metros de cuya puerta se produjo la explosión o un batzoki (sede del PNV) colindante. También se halló un explosivo falso en el interior de la guardería.[37] El atentado fue reivindicado por la Triple A y se asume generalmente que buscaba causar daños materiales sobre la guardería propiedad del concejal de HB. Nunca se investigó ni juzgó a sus autores y el caso está sin resolver. Las víctimas del atentado recibieron la consideración de víctimas del terrorismo décadas más tarde. Covite y la AVT consideran sin embargo, que este atentado fue obra de ETA y figuran como víctimas de esta organización en su listado.

- 25 de julio: asesinato en Las Palmas de Gran Canaria de Belén María Sánchez Ojeda, de tan solo 16 años e hija de un trabajador portuario, al embestir un coche contra una manifestación por el derecho a la huelga de este colectivo. Nunca se juzgó a nadie por este hecho.

- 27 de agosto: asesinato del empresario de aduanas Jesús María Etxebeste Toledo en Irún. Atribuido a la Triple A.[3]  COVITE lo incluye en la lista de víctimas de ETA, ya que aunque era simpatizante del PNV; se especula si pudo ser asesinado por ETA al negarse a pagar el impuesto revolucionario o si fue víctima de un error de esta organización que pudo confundirle con un dirigente de UCD amenazado que había vivido en su mismo edificio.

- 30 de agosto: asesinato en Ondárroa (Vizcaya) de Angel Etxaniz Olabarría, simpatizante de Herri Batasuna. Fue ametrallado en la discoteca "Club 34" de la que era propietario. Otras dos personas resultaron heridas. Atribuido al BVE.

- 7 de septiembre: asesinato en Hernani (Guipúzcoa) de Miguel Mª Arbelaiz Echevarría y Luis Mª Elizondo Arrieta, simpatizantes de Herri Batasuna. Habían participado en una despedida de soltero y tras separarse del resto de amigos marchaban juntos hacia sus casas. Fueron tiroteados con pistola y rematados en el suelo. Atribuido al BVE.[38]
- 14 de noviembre: asesinato en Caracas (Venezuela) de los militantes de ETA Esperanza Arana y Joaquín Alfonso Etxeberría. Atribuido al BVE.

- 14 de noviembre: asesinato en Urnieta (Guipúzcoa) del chatarrero de etnia gitana Joaquín Antimasbere Escoz, sin vinculación política conocida. Atribuido al BVE,[39] que dio un aviso de que serían hallados dos etarras muertos. Un primo del fallecido fue gravemente herido pero encontrado con vida.

- 23 de noviembre: Ametrallamiento del Bar Hendayais de Hendaya, donde solían reunirse simpatizantes de ETA. Fallecen el trabajador José Camio y el jubilado Jean Pierre Aramendi, ambos sin filiación política conocida. Diez personas más resultan heridas. Atribuido al BVE.

- 30 de diciembre: asesinato en Biarritz del militante de ETA José Martín Sagardía Zaldua. Atribuido al BVE.

### 1981
- 3 de marzo: asesinato en Andoáin (Guipúzcoa) de Francisco Javier Ansa Cincunegui, militante de Herri Batasuna y hermano de un concejal del Partido Nacionalista Vasco. Atribuido al BVE.

- 23 de abril: asesinato en París de Xabier Aguirre. Atribuido al Batallón Vasco Español.[3]

- 26 de junio: asesinato en Hernani (Guipúzcoa) de Antonio Murillo Chacón. Sin atribución específica. Obrero en paro, que había trabajado también como camarero y era natural de Puebla de la Reina (Badajoz). Fue tiroteado en el portal de su domicilio de Hernani (Guipúzcoa), cuando volvía a casa de celebrar las fiestas patronales de Hernani. La atribución de su asesinato es problemática, ya que no está claro el móvil del mismo. En un comunicado fue acusado de tráfico de drogas. La AVT lo considera víctima de los CAA, mientras COVITE lo considera víctima de la extrema derecha.

### 1982
- 2 de enero: secuestro y asesinato de Pablo Garayalde Jaureguizábal en Berástegui (Guipúzcoa). Reivindicado por la Triple A, que alegó haberle confundido con otro taxista de Alegría de Oria. En algunas fuentes atribuido a ETA.

## Acciones reivindicadas por el terrorismo durante la Transición
- 24 de marzo de 1976: un chalet en construcción en Forúa (Vizcaya) es volado con explosivos. La acción es reivindicada por ATE. El chalet pertenecía a un empresario local simpatizante del nacionalismo vasco.[40]

- 28 de febrero de 1980, el afiliado de CNT Jorge Caballero es asesinado en Madrid por militantes de Fuerza Nueva, a la salida de un cine, el motivo lucir en la chaqueta una insignia con el logotipo del sindicato libertario.[41]

- 11 de junio de 1980, el militante de los Comandos Autónomos Anticapitalistas José Miguel Etxeberria, Naparra desaparece sin dejar rastro en el País Vasco Francés. Su desaparición fue reivindicada por el Batallón Vasco Español.[42]

## Acciones atribuidas al terrorismo durante la Transición

### 1975
- 7 de abril de 1975: la imprenta-librería Mugalde situada en Hendaya (País Vasco Francés), especializada en libros prohibidos en España y considerada como uno de los puntos de encuentro de los abertzales y exiliados políticos en Francia sufre un atentado con bomba que destroza sus instalaciones de madrugada.[43][44] La librería venía siendo identificada desde años antes por medios de comunicación españoles como propiedad de ETA.[45][46]

- 8 al 11 de mayo de 1975: el asesinato de 2 inspectores de policía y 1 guardia civil por parte de ETA en el plazo de una semana en Vizcaya desencadena varias noches consecutivas con actos violentos de represalia que son atribuidos a grupos extremistas incontrolados de ultraderecha que actúan en Bilbao y Vizcaya. Los ataques se iniciaron la madrugada del 7 al 8 de mayo unas horas después de que fuera asesinado el inspector de policía Fernando Llorente Roiz en Bilbao. Durante 5 noches consecutivas fueron atacados comercios y propiedades de personas vinculadas al nacionalismo vasco, de familiares de militantes de ETA, abogados de ETA o librerías de carácter vasquista y progresista. También fueron atacados coches con matrícula francesas. Los ataques cesaron varios días después después. Se produjeron más de 20 actos violentos durante esos días.

- 12 de mayo de 1975: el hostal Echabe-Enea, situado en Elorrio (Vizcaya) sufre un primer atentado sin víctimas. El propietario del mismo, Iñaki Etxabe, es hermano de 2 refugiados políticos en Francia; uno de ellos Joaquín, propietario de un bar que sería también atacado a finales de junio y otro, Juan José, antiguo dirigente de ETA-militar.

- 13 de mayo de 1975: durante varias horas de la madrugada se pasea un grupo de incontrolados de extrema derecha por Bilbao quemando hasta 6 coches con matrícula francesa y ametrallando dos comercios. En los pueblos vizcaínos de Durango y Apatamonasterio se colocan esa misma noche dos bombas que destrozan dos bares considerados abertzales. En los días anteriores habían sido asesinados en Vizcaya varios inspectores de policía por parte de ETA.[47]

- 21 de mayo de 1975: Mugalde sufre un segundo atentado con bomba que vuelve a causar únicamente daños materiales. Estos son cuantificados en más de 1 millón de pesetas y doblan los daños causados por el primer atentado.[48]

- 21 de mayo de 1975: el sacerdote Imanol Orúe Amézaga es ametrallado en Ondárroa (Vizcaya) por unos desconocidos saliendo ileso del atentado. El sacerdote había sido detenido con anterioridad por vinculación a una trama de tráfico de armas y unos años antes juzgado por tenencia de propaganda ilegal separatista.[49]

- 5 de junio de 1975: Marcel Cardona Amorós, ciudadano francés y antiguo miembro de la organización terrorista OAS muere al explotarle accidentalmente la bomba que estaba colocando en el coche de Josu Urrutikoetxea.[50] Su compañero, el italiano Mario Silvasi es herido.

- 12 de junio de 1975: atentado con bomba contra la librería Nafarroa de Biarritz, propiedad de refugiados políticos vascos. Solo se producen daños materiales.

- 28 de junio de 1975: atentado con bomba en Bayona (Francia) contra el restaurante propiedad del refugiado Joaquín Echave, hermano del exdirigente de ETA-m José Echave. La bomba causa solo daños materiales ya que fue descubierta antes de la explosión y se pudo evacuar el local.[51]

- 14 de julio de 1975: segundo atentado contra la librería Nafarroa, que acababa de reabrir tras finalizar las obras de reparación. Se trata de la décima bomba en el suroeste de Francia desde principios de mayo.[52] Entre los objetivos alcanzados se encontraban la editorial Elkar, las librerías Mugalde y Nafarroa, la cooperativa Sokoa, la asociación de apoyo a refugiados Anai-Artea, el bar Echabe de Bayona, todas ellas vinculadas de algún modo al mundo abertzale.

- 27 de julio de 1975: el hostal Echabe-Enea sufre un segundo atentado 2 meses después. Desconocidos lanzan un cóctel incendiario y ametrallan el edificio. No se producen heridos.[53]

- 29 de agosto de 1975: quince refugiados políticos vascos que volvían en una furgoneta de participar en Bayona en una manifestación contra los consejos de guerra que darían lugar un mes más tarde a las últimos fusilamientos del franquismo, son ametrallados por desconocidos en la carretera situada entre Bardos y Bidache (País Vasco Francés). Dos personas resultan heridas de bala.[54]

- 14 de octubre de 1975: la librería de la editorial Ruedo Ibérico en París es víctima de un atentado con bomba durante la madrugada que causa daños materiales. El atentado es reivindicado por ATE.[50]

- 18 de diciembre de 1975: explota de madrugada una bomba en la librería dependiente de la organización anarquista española CNT en París. El atentado causa daños materiales y es reivindicada por los Guerrilleros de Cristo Rey.[50]

- 21 de diciembre de 1975: explota una bomba en el coche del propietario de la librería Nafarroa en Biarritz.[50]

### 1976
- 6 de marzo de 1976: atentado en San Juan de Luz contra el miembro de ETA Tomás Pérez Revilla y su esposa, en el que ambos resultaron heridos.

### 1978
- 5 de agosto de 1978: atentado contra Antonio Cubillo, dirigente del MPAIAC, en Argel, atribuido a miembros de los servicios secretos españoles.

- 24 de agosto de 1978: miembros del grupo ultra Guerrilleros de Cristo Rey incendian la redacción de la revista libertaria Askatasuna en Bilbao.

### 1980
- 21 de octubre de 1980: explota una bomba en Munguía (Vizcaya) en los baños públicos de la plaza del mercado junto al bar Azpe. El atentado causa varios heridos entre los clientes del bar y numerosos daños materiales. La pared maestra entre los baños y el bar evita que se convierta en una masacre. Atentado sin juicio. Atribuido al Batallón Vasco Español.[55]